# Dina (unidad de medida)

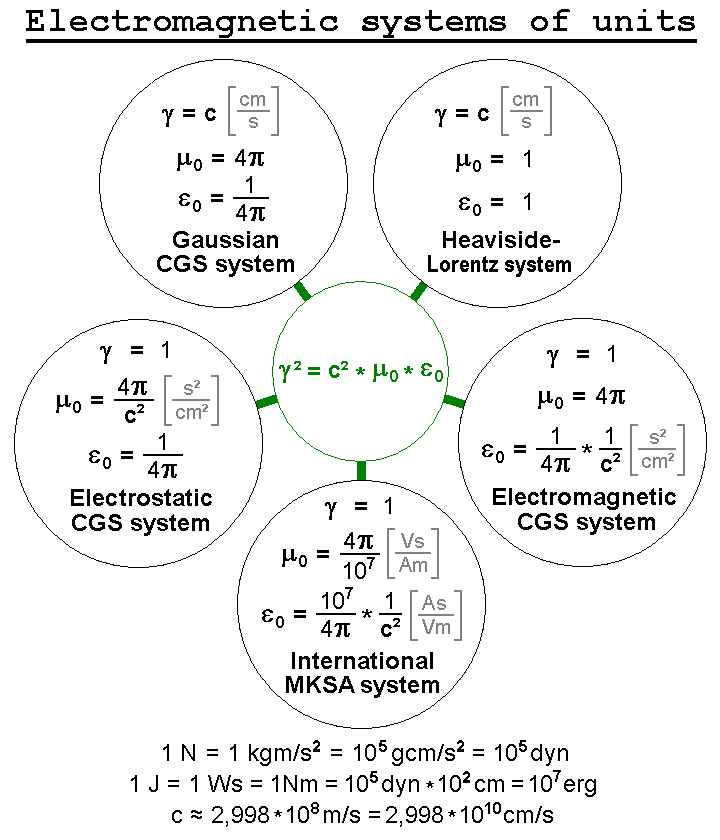
Tabla de los sistemas de unidades electromagnéticas

En física, una dina (símbolo: dyn) es la unidad de fuerza en el Sistema Cegesimal de Unidades. Equivale a 10−5 N o, lo que es lo mismo, la fuerza que, aplicada a una masa de 1 g, le comunica a esta una aceleración de 1 cm/s² (centímetro por segundo al cuadrado, o gal). Es decir:
- 1 dyn = 1 g·cm/s² = 10−5 kg·m/s² = 10−5 N[2]
- 1 N = 1 kg·m/s² = 105 g·cm/s² = 100 000 dyn[3]

Tradicionalmente, la dina/centímetro se ha usado para medir tensiones superficiales.

## Historia
Los nombres dina y ergio fueron inicialmente propuestos como unidades de fuerza y energía en 1861 por el físico inglés Joseph David Everett.
Los nombres fueron utilizados de nuevo por el Comité de la Asociación Británica (al cual pertenecía Everett) que los propuso para el Sistema Cegesimal de Unidades, para el uso tanto de sistemas eléctricos como de sistemas dinámicos.